# Библиотека украинской литературы в Москве
Библиотека украинской литературы в Москве (БУЛ) — государственное учреждение культуры, исторический преемник бывшей Центральной украинской библиотеки Москвы (1918—1938). Закрыта в 2018 г.

## История
Библиотека была открыта 17 декабря 1989 года. В 1994 году в библиотеку возвращено около 1200 книг из библиотеки Львовского университета. Часть фонда Центральной украинской библиотеки Москвы была передана в 1949 году в библиотеку Львовского университета. 19 декабря 2000 года — Постановление Правительства Москвы о создании самостоятельного Государственного учреждения культуры г. Москвы «Библиотека украинской литературы». В мае 2006 года состоялась торжественная передача библиотеке помещений в отстроенном здании в Марьиной Роще — первом корпусе дома № 61 по Трифоновской улице.

## Уголовные дела 2010—2017 годов и закрытие библиотеки
Бывший директор библиотеки Наталья Шарина в июле 2017 года рассказывала, что библиотека находилась под надзором государственных структур. В библиотеке с 2007 по 2010 годы работал писатель Сергей Сокуров. По словам Шариной, Сокуров появлялся на рабочем месте несколько часов раз в две недели. После того, как Шарина уволила его по сокращению штатов, Сокуров написал донос, обвинив директора библиотеки в распространении экстремистских книг. В декабре 2010 года прошли два обыска в библиотеке в рамках дела по ст. 282 УК РФ, изъятие книг, заявление МИД Украины с призывом сохранить библиотеку. Уголовное дело было прекращено в июле 2011 года
Заместителем директора библиотеки по связям с общественностью работал некий Богдан Безпалько. Шарина и сотрудница библиотеки Татьяна Мунтян обвинили Безпалько в нанесении побоев. Дело об этом рассматривалось с октября 2011 года по июнь 2013 года и было прекращено по формальному основанию — опоздание адвоката на судебное заседание. Безпалько же был уволен за прогулы, так как после нанесения побоев коллегам не появлялся на работе в течение 4-х месяцев. Позднее Шарина высказала мнение, что Безпалько был «смотрящим» от центра противодействию экстремизму.
28 октября 2015 года были проведены обыски в библиотеке в рамках дела по ст. 280 и ст. 282 УК РФ. Задержана директор библиотеки Наталья Шарина. Уголовное дело было возбуждено по заявлению депутата Совета депутатов муниципального округа Якиманка Дмитрия Захарова. В следственных действиях участвовал бывший сотрудник библиотеки, писатель Сергей Сокуров, который, по мнению Натальи Шариной, инициировал возбуждение уголовного дела. 30 октября суд поместил Наталью Шарину под домашний арест. Под домашним арестом она провела 1 год и 7 месяцев и в июне 2017 года Мещанский районный суд Москвы приговорил Шарину к 4 годам лишения свободы условно с испытательным сроком 4 года.
Петицию от имени членов русского ПЕН-центра под заголовком «Остановить погром украинской библиотеки», утверждающую, что «преследования сотрудников библиотеки в столь грубой форме являются формой репрессий по политическим мотивам», и требующую немедленного прекращения этих репрессий, подписали Константин Азадовский, Светлана Алексиевич, Александр Гельман, Борис Гребенщиков, Сергей Пархоменко, Лев Рубинштейн, Виктор Шендерович и другие литераторы и журналисты.
В 2016 году было объявлено о скором закрытии библиотеки. Согласно решению Правительства Москвы от 20 сентября 2016, фонды Библиотеки украинской литературы должны быть переданы Центру славянских культур, созданному в конце 2016 года при библиотеке иностранной литературы им. Рудомино. По состоянию на июль 2017 года библиотека существует, идет передача фондов.
Закрыта в апреле 2018 года.

## Характеристика
- Начальный фонд библиотеки был составлен из даров библиотек Украины, а также книг, переданных Российской государственной библиотекой и Публичной библиотекой имени Н. А. Некрасова.
- На 1 мая 2006 года фонды библиотеки содержали около 50 000 единиц хранения, в том числе около 25 000 экземпляров книг, 15 000 экземпляров журналов и продолжающихся изданий, 980 комплектов газет (в том числе — коллекция газет украинских объединений Российской Федерации — с начала 1990-х годов), а также карты, ноты, изобразительные издания, аудио- и видеозаписи, рукописи.
- В фонде библиотеки хранились книги по истории, искусству, языковедению, религии, другим отраслям знания, художественная литература на украинском, русском, польском, английском и других языках — в том числе украинские издания из стран ближнего и дальнего зарубежья.
- Библиотека в 2017 году выписывала 55 газет и 103 журнала.
- В библиотеке регулярно проводились видеопрограммы, концерты этнической и классической музыки.
- Концертный зал библиотеки вмещал до 120 человек.
- При библиотеке работали Славянский молодёжный клуб, клуб «Звезда Вернадского», а также украинский молодёжный клуб.